# Gedichtendag

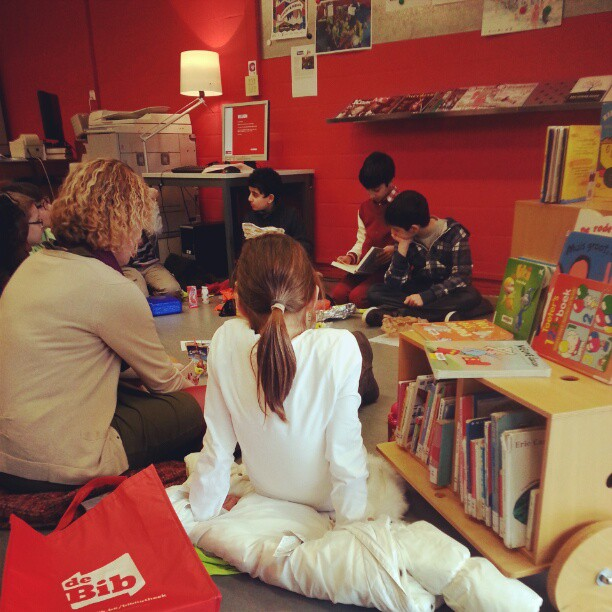
Gedichtendag 2013 voor scholieren in een buurtbibliotheek

Gedichtendag is sinds 2000 een jaarlijks poëziefeest in Nederland en Vlaanderen, op de laatste donderdag van januari. Sinds 2013 is de Gedichtendag de eerste dag van de Poëzieweek.

## Invulling Gedichtendag
Poetry International initieerde Gedichtendag - oorspronkelijk Nationale Gedichtendag of Landelijke Gedichtendag geheten - in 2000 met het doel iedereen in Nederland de kans te geven op die dag in aanraking te komen met poëzie. Later werd ook Vlaanderen erbij betrokken, door samenwerking met Behoud de Begeerte. Sindsdien heet het evenement Gedichtendag. 
Op de dag zelf staat het iedereen vrij om in het kader van de poëzie een activiteit te organiseren. Poetry International faciliteert de website van Gedichtendag waarop iedereen zijn eigen Gedichtendagactiviteit kan aanmelden. Jaarlijks worden daar zo'n 200 tot 250 activiteiten aangemeld.
Poetry International reikt op deze dag de Gedichtendagprijzen uit voor de drie mooiste gedichten van het afgelopen jaar. Amateurdichters komen in aanmerking voor de LGD Poëzieprijs van de Stichting Landelijke Gedichtendag. Verder wordt op Gedichtendag de Gedichtendagbundel voor een klein bedrag verkocht in de betere boekhandel.

## Onderdelen
Gedichtendag is opgebouwd uit verschillende componenten:
- De Gedichtendagbundel: ieder jaar wordt een prominente dichter uit Nederland of Vlaanderen gevraagd een bundel te schrijven van zo'n tien gedichten. Op Gedichtendag en in de periode daarna, wordt deze bundel voor een klein bedrag te koop aangeboden in de boekhandel.
- De Gedichtendagprijzen: ieder jaar kiest een deskundige jury de drie mooiste gedichten van professionele dichters in het afgelopen jaar.
- De LGD Poëzieprijs: amateurschrijvers komen in aanmerking voor de LGD Poëzieprijs van de Stichting Landelijke Gedichtendag.
- Poetry International organiseert elk jaar een speciale activiteit ter gelegenheid van Gedichtendag. Eens in de vier jaar is dat de verkiezing van de Nederlandse Dichter des Vaderlands.
- De Gedichtendagactiviteiten: ieder jaar organiseren particulieren en zo'n 200 instellingen een poëtische activiteit in de dagen rond Gedichtendag. Veel boekhandels en bibliotheken hebben bijvoorbeeld een Gedichtendagprogramma, maar ook heel andere instellingen doen aan Gedichtendag mee. Zo zijn er traditioneel ook activiteiten bij de Nederlandse Spoorwegen, wordt er een gedicht voorgelezen in de Tweede Kamer en besteden de media (waaronder dagblad Trouw) de nodige aandacht aan dichters en poëzie.
- De Gedichtendagwebsite: alle informatie over officiële activiteiten die worden georganiseerd in Nederland en Vlaanderen, wordt verzameld op de Gedichtendagwebsite (zie externe links).
- Jaarlijks werden tot 2013 op de vooravond van Gedichtendag de winnaars van de Turing Gedichtenwedstrijd bekendgemaakt. Deze winnaars worden sinds 2013 aan het eind van de Poëzieweek bekendgemaakt.
- In veel steden wordt op Gedichtendag de nieuwe stadsdichter benoemd.

## Gedichtendagbundel
De gedichtendagbundel bevat zo'n tien nieuwe gedichten. Schrijvers van de bundel (van 2000 tot 2013) waren:
- Toon Tellegen (2000)
- Judith Herzberg (2001)
- Hugo Claus (2002)
- Eva Gerlach (2003)
- Rutger Kopland (2004)
- Gerrit Kouwenaar (2005)
- Menno Wigman (2006)
- Leonard Nolens (2007)
- Mark Boog (2008)
- Antjie Krog (2009)
- Tsjêbbe Hettinga (2010)
- Remco Campert (2011)
- Joke van Leeuwen (2012)
- Anna Enquist (2013)

## Het mooiste gedicht
Ter gelegenheid van de eerste Landelijke Gedichtendag in 2000, verscheen de dichtbundel Het mooiste gedicht. De favoriete gedichten van Nederland en Vlaanderen (met een inleiding van Jan Wolkers). In de bundel staan de 100 mooiste of meest geliefde gedichten. De gedichten zijn gekozen op basis van een enquête onder de lezers en achterban van Poetry International, NPS en NRC Handelsblad.
De top 25 gedichten in deze bundel zijn:
1. Hendrik Marsman ('Herinnering aan Holland'), 'Denkend aan Holland'
2. M. Nijhoff ('De moeder de vrouw'), 'Ik ging naar Bommel om de brug te zien'
3. Ida Gerhardt ('De gestorvene'), 'Zeven maal om de aarde gaan'
4. Leo Vroman ('Vrede'), 'Komt een duif van honderd pond'
5. Willem Elsschot ('Het huwelijk'), 'Toen hij bespeurde hoe de nevel van den tijd'
6. P.N. van Eyck ('De tuinman en de dood'), 'Van morgen ijlt mijn tuinman, wit van schrik'
7. Neeltje Maria Min, 'Mijn moeder is mijn naam vergeten'
8. Hans Andreus ('Voor de dag van morgen'), 'Wanneer ik morgen doodga'
9. J.C. Bloem ('De Dapperstraat'), 'Natuur is voor tevredenen of legen'
10. M. Vasalis ('Tijd'), Ik droomde, dat ik langzaam leefde...'
11. Jan Campert ('Het lied der achttien doden'), 'Een cel is maar twee meter lang'
12. Rutger Kopland ('Jonge sla'), 'Alles kan ik verdragen'
13. J. Slauerhoff ('Woningloze'), 'Alleen in mijn gedichten kan ik wonen'
14. Anoniem, 'Egidius, waer bestu bleven?'
15. Jean Pierre Rawie ('Sterfbed'), 'Mijn vader sterft; als ik zijn hand vasthoud'
16. Lucebert, 'ik tracht op poëtische wijze'
17. A. Roland Holst ('Zwerversliefde'), 'Laten wij zacht zijn voor elkander, kind'
18. Ida Gerhardt ('Het carillon'), 'Ik zag de mensen in de straten'
19. M. Vasalis ('De idioot in het bad'), 'Met opgetrokken schouders, toegeknepen ogen'
20. Martinus Nijhoff ('Het kind en ik'), 'Ik zou een dag uit vissen'
21. Paul van Ostaijen ('Marc groet 's morgens de dingen'), 'Dag ventje met de fiets op de vaas'
22. Annie M.G. Schmidt, 'Op een mooie Pinksterdag'
23. Herman Gorter, 'Zie je ik hou van je'
24. Frederik van Eeden ('De waterlelie'), 'Ik heb de witte waterlelie lief'
25. J.C. Bloem ('November'), 'Het regent en het is november'

Op de honderdste plaats staat het gedicht 'De dichter' van Gerrit Komrij.